# Prva hrvatska košarkaška liga 2012-2013
La Prva hrvatska košarkaška liga 2012-2013 è stata la 22ª edizione del massimo campionato croato di pallacanestro maschile. La vittoria finale è stata ad appannaggio del Cibona Zagabria.

## Risultati

### Stagione regolare

#### Prima fase
|    | Squadra          | G  | V  | P  | PF   | PS   | Pt. | Qualificazione      |
| -- | ---------------- | -- | -- | -- | ---- | ---- | --- | ------------------- |
| 1  | KK Zagabria      | 18 | 14 | 4  | 1480 | 1350 | 32  | poule scudetto      |
| 2  | Kvarner 2010     | 18 | 13 | 5  | 1379 | 1218 | 31  | poule scudetto      |
| 3  | Alkar            | 18 | 12 | 6  | 1405 | 1334 | 30  | poule scudetto      |
| 4  | Jolly Šibenik    | 18 | 12 | 6  | 1525 | 1413 | 30  | poule scudetto      |
| 5  | Vr. Osijek Darda | 18 | 10 | 8  | 1326 | 1288 | 28  | poule retrocessione |
| 6  | Brod             | 18 | 10 | 8  | 1366 | 1358 | 28  | poule retrocessione |
| 7  | Zabok            | 18 | 7  | 11 | 1371 | 1337 | 25  | poule retrocessione |
| 8  | Križevci         | 18 | 6  | 12 | 1304 | 1440 | 24  | poule retrocessione |
| 9  | Osječki sokol    | 18 | 5  | 13 | 1371 | 1505 | 23  | poule retrocessione |
| 10 | Dubrovnik        | 18 | 1  | 17 | 1248 | 1532 | 19  | poule retrocessione |

#### Seconda fase
|    | Squadra         | G  | V  | P  | PF   | PS   | PF/PS | Pt. | Qualificazione |
| -- | --------------- | -- | -- | -- | ---- | ---- | ----- | --- | -------------- |
| 1. | Cibona Zagabria | 14 | 12 | 2  | 1186 | 1060 | +126  | 26  | playoffs       |
| 2. | Zara            | 14 | 11 | 3  | 1175 | 1072 | +103  | 25  | playoffs       |
| 3. | Cedevita        | 14 | 11 | 3  | 1239 | 997  | +242  | 25  | playoffs       |
| 4. | Jolly Šibenik   | 14 | 7  | 7  | 1003 | 1032 | -29   | 21  | playoffs       |
| 5. | Kvarner 2010    | 14 | 7  | 7  | 988  | 1073 | -85   | 21  |                |
| 6. | Spalato         | 14 | 5  | 9  | 999  | 1055 | -56   | 19  |                |
| 7. | KK Zagabria     | 14 | 2  | 12 | 1102 | 1195 | -93   | 16  |                |
| 8. | Alkar           | 14 | 1  | 13 | 1015 | 1223 | -208  | 15  |                |

#### Poule retrocessione
Girone retrocessione
|    | Squadra          | G  | V  | P  | PF   | PS   | PF/PS | Pt. | Qualificazione          |
| -- | ---------------- | -- | -- | -- | ---- | ---- | ----- | --- | ----------------------- |
| 1. | Brod             | 20 | 14 | 6  | 1533 | 1421 | +112  | 34  |                         |
| 2. | Vr. Osijek Darda | 20 | 13 | 7  | 1510 | 1414 | +96   | 33  |                         |
| 3. | Zabok            | 20 | 11 | 9  | 1625 | 1504 | +121  | 31  |                         |
| 4. | Osječki sokol    | 20 | 10 | 10 | 1559 | 1593 | -34   | 30  |                         |
| 5. | Križevci         | 20 | 9  | 11 | 1532 | 1586 | -54   | 29  | spareggio retrocessione |
| 6. | Dubrovnik        | 20 | 3  | 17 | 1453 | 1694 | -241  | 23  | retrocessa in A2 Liga   |

Girone promozione
|    | Squadra           | G | V | P | PF  | PS  | PF/PS | Pt. | Qualificazione       |
| -- | ----------------- | - | - | - | --- | --- | ----- | --- | -------------------- |
| 1. | Građanski Šibenik | 8 | 8 | 0 | 763 | 606 | +157  | 16  | promossa in A1 Liga  |
| 2. | Škrljevo          | 8 | 5 | 3 | 708 | 664 | +44   | 13  | spareggio promozione |
| 3. | Belišće           | 8 | 3 | 5 | 593 | 623 | -30   | 11  |                      |
| 4. | Hermes Analitica  | 8 | 3 | 5 | 636 | 670 | -34   | 11  |                      |
| 5. | Čakovec           | 8 | 1 | 7 | 560 | 709 | -149  | 9   |                      |

Spareggio promozione/retrocessione
| Squadra 1 | Totale    | Squadra 2 | Andata  | Ritorno |
| --------- | --------- | --------- | ------- | ------- |
| Križevci  | 181 - 171 | Škrljevo  | 90 - 86 | 91 - 85 |

### Playoff
|  | Semifinali | Semifinali      | Semifinali |      |    | Finale          | Finale | Finale |  |
|  |            |                 |            |      |    |                 |        |        |  |
|  | 1.         | Cibona Zagabria | 2          |      |    |                 |        |        |  |
|  | 1.         | Cibona Zagabria | 2          |      |    |                 |        |        |  |
|  | 4.         | Jolly Šibenik   | 0          |      |    |                 |        |        |  |
|  | 4.         | Jolly Šibenik   | 0          |      | 1. | Cibona Zagabria | 3      |        |  |
|  |            |                 |            |      | 1. | Cibona Zagabria | 3      |        |  |
|  |            |                 | 2.         | Zara | 0  |                 |        |        |  |
|  | 2.         | Zara            | 2.         | Zara | 0  | 2               |        |        |  |
|  | 2.         | Zara            |            |      |    |                 |        |        |  |
|  | 3.         | Cedevita        | 1          |      |    |                 |        |        |  |

| Prva hrvatska košarkaška liga 2012-2013 |
| --------------------------------------- |
| Cibona Zagabria 18º titolo              |

## Squadra vincitrice
| N° | Naz.                   | Ruolo | Sportivo              |      | Alt. |  |
| -- | ---------------------- | ----- | --------------------- | ---- | ---- |  |
| 5  | Croazia (bandiera)     | G     | Davor Kus             | 1978 | 191  |  |
| 7  | Stati Uniti (bandiera) | G     | Jerel Blassingame     | 1981 | 175  |  |
| 9  | Croazia (bandiera)     | AG    | Dario Šarić           | 1994 | 208  |  |
| 12 | Croazia (bandiera)     | C     | Pavle Marčinković     | 1989 | 208  |  |
| 14 | Croazia (bandiera)     | AP    | Lovro Mazalin         | 1997 | 203  |  |
| 20 | Croazia (bandiera)     | A     | Marin Rozić           | 1983 | 201  |  |
| 21 | Serbia (bandiera)      | C     | Marko Jagodić-Kuridža | 1987 | 205  |  |
| 24 | Stati Uniti (bandiera) | G     | D.J. Strawberry       | 1985 | 196  |  |
| 25 | Croazia (bandiera)     | AC    | Sandro Nicević        | 1976 | 210  |  |
| 31 | Croazia (bandiera)     | AG    | Andrija Žižić         | 1980 | 206  |  |
| 32 | Croazia (bandiera)     | AG    | Marko Arapović        | 1994 | 203  |  |
| 55 | Croazia (bandiera)     | AG    | Hrvoje Kovačević      | 1996 | 208  |  |
|    | Croazia (bandiera)     | All.  | Danijel Lutz          |      |      |  |